# Четверті притулки
«Четверті притулки» (англ. Fourth Mansions) — науково-фантастичний роман американського письменника Р. А. Лафферті, вперше вийшов у видавництві Ace Science Fiction Specials у 1969 році. У твердій палітурці на території Великої Британії роман видав 1972 року Денніс Добсон, а Star Books видала паперову книгу в 1977 році. 1973 року з'явився французький переклад роману. Американські перевидання вийшли в світ пізніше, їх здійснили видавництва Bart Books та Wildside Press.
«Четверті притулки» були номіновані на премію «Неб'юла» як найкращий роман у 1970 році, того ж року посіли 5-е місце за версією журналу «Локус» як найкращий роман.

## Сюжет
Четвертий особняк був натхненний «Внутрішнім замком» Терези Авільської, і містить цитати з книги, яку Лафферті використовує як заголовки розділів. Внутрішній замок є метафорою для душі особистості; його різні кімнати — різні стани душі. У центрі замку душа перебуває в чистому стані, що уособлює Рай. Лафферті використовує складніші символи, розповідаючи багатогранну історію про те, як людина досягає Неба або Правди. Роман стосується часу великих змін, коли чотири сили — у формі таємних товариств — борються за контроль над наступною фазою історії людства. У центрі сюжету знаходиться Фред Фолі, невинний репортер. Одна з цих сил має намір випустити смертельний вірус у США, інші намагаються її зупинити. У центрі розповіді з'являється революція мексиканських мігрантів, ремесло «ткацтва розуму» та дивна група «Патріків», які, мабуть, панують, але мають великі ресурси. Цікаво, що ілюмінати! повторювали декілька тем цієї книги, в тому числі елементи чуми та таємного товариства.

## Відгуки
Джеймс Бліш рекомендував до прочитання «Четверті притулки», називаючи його «винахідливим» та прямо-таки «захопливим і як дивіденд, часто буває смішним», але звинуватив його в «надмірному описі усього» та в «промовах, які ніколи не могли вийти з людських вуст». Він зазначив, що під поверхневим хаосом наративу лежить «послідовна і всеосяжна» символічна структура, запевняючи, що «книга має ідеальний сенс». Лестер дель Рей, однак, відкинув роман, кажучи: "все захаращене. Повторні символи, алегорії, легенди, фентезі та різноманітні речі втручаються в ту ж точку, в якій немає стійкого тону або нападу.»
«The Wesleyan Anthology of Science Fiction» описує «Четверті притулки» як «мультиплікаційно однолінійний конфлікт між космічним добром і злом, які спираються на містичні уявлення святої Терези Авільської.»